# فونتين (ازار)
فونتين (بالفرنسية: Fontaine) هي بلدية فرنسية  تابعة لإقليم ازار تقع في الجزء الجنوب الشرقي من فرنسا (منطقة رون ألب) وهي تقع غرب مدينة غرونوبل عاصمة الإقليم ويقطنها حوالي 35565 نسمة حسب إحصائيات سنة 2008.

## روابط
- الموقع الرسمي للمدينة